# Картиџ (Јужна Дакота)
Картиџ (енгл. Carthage) град је у америчкој савезној држави Јужна Дакота.

## Демографија
По попису из 2010. године број становника је 144, што је 43 (-23,0%) становника мање него 2000. године.
| Група             | 2000.       | 2010.       |
| Белци             | 185 (98,9%) | 139 (96,5%) |
| Афроамериканци    | 0 (0,0%)    | 0 (0,0%)    |
| Азијати           | 0 (0,0%)    | 1 (0,7%)    |
| Хиспаноамериканци | 0 (0,0%)    | 0 (0,0%)    |
| Укупно            | 187         | 144         |